# 99병의 맥주
99병의 맥주(영어: 99 Bottles of Beer)는 미국과 캐나다의 민요로, 영국의 동요 중 하나인 열 개의 녹색 병(Ten Green Bottles)에서 파생되었다.

## 내용
다음과 같은 가사가 계속 반복된다.
| 원문 Ninety-nine bottles of beer on the wall, Ninety-nine bottles of beer. Take one down, pass it around, Ninety-eight bottles of beer on the wall. Ninety-eight bottles of beer on the wall, Ninety-eight bottles of beer. Take one down, pass it around, Ninety-seven bottles of beer on the wall. Ninety-seven bottles of beer on the wall, Ninety-seven bottles of beer. Take one down, pass it around, Ninety-six bottles of beer on the wall. | 번역 99병의 맥주가 벽장에 있네, 99병의 맥주라네. 하나를 내려서 넘겨주었네, 98병의 맥주가 벽장에 있네. 98병의 맥주가 벽장에 있네, 98병의 맥주라네. 하나를 내려서 넘겨주었네, 97병의 맥주가 벽장에 있네. 97병의 맥주가 벽장에 있네, 97병의 맥주라네. 하나를 내려서 넘겨주었네, 96병의 맥주가 벽장에 있네. |

이렇게 해서 1병씩 줄어들다가 마지막에는 다음과 같이 된다.
| 원문 Two bottles of beer on the wall, Two bottles of beer. Take one down, pass it around, One bottle of beer on the wall. One bottle of beer on the wall, One bottle of beer. Take one down, pass it around, No more bottles of beer on the wall. No more bottles of beer on the wall, No more bottles of beer. Go to the store and buy some more, Ninety-nine bottles of beer on the wall. | 번역 2병의 맥주가 벽장에 있네, 2병의 맥주라네. 하나를 내려서 넘겨주었네, 1병의 맥주가 벽장에 있네. 1병의 맥주가 벽장에 있네, 1병의 맥주라네. 하나를 내려서 넘겨주었네, 더 이상 벽장에 맥주가 없네. 더이상 벽장에 맥주가 없네, 더 이상 맥주는 없다네. 가게에 가서 더 사왔네, 99병의 맥주가 벽장에 있네. |

## 과학 참조
컴퓨터 과학자인 도널드 커누스는 노래의 복잡성과 관련해서 {\displaystyle {\mathcal {O}}(\log N)}에 의해 노래가 복잡했음을 입증하였다.
컴퓨터 프로그램에는 노래 가사를 출력하는 것이 있다. 이는 반복과 같은 Hello world 프로그램과 유사하다. Hello World와 마찬가지로 이는 컴퓨터 프로그래밍을 공부하는 사람들한테 프로그래밍 언어간의 차이를 시험해볼 수 있다.

## 같이 보기
- Hello world 프로그램